# Quentin Westberg
Quentin Westberg (Suresnes, Francia, 25 de abril de 1986) es un exportero de fútbol estadounidense.

## Biografía
Estudió en la academia Clairefontaine.
Hizo su debut en un equipo el 21 de octubre de 2006, sustituyendo al lesionado Ronan Le Crom.[cita requerida]
En la temporada 2007-08 llevó el dorsal número 1 del Troyes. En invierno de 2008, el Dender EH expresó su interés en tenerle como jugador de manera permanente, pero ya que el E. S. Troyes A. C. no quería tenerle fuera por más de seis meses, el traslado no se llegó a cerrar.

## Selección nacional
Aunque nació en Francia, empezó jugando en selecciones inferiores americanas, participando en 2005 en la Copa Mundial de Fútbol Sub-20 en los Países Bajos, debido a su ascendencia parcialmente americana. 
En mayo de 2008 fue convocado para el Torneo Esperanzas de Toulon y sido internacional con la selección de fútbol sub-23 de Estados Unidos.

## Clubes
| Club                 | País           | Año       |
| -------------------- | -------------- | --------- |
| E. S. Troyes A. C.   | Francia        | 2005-2010 |
| Évian F. C.          | Francia        | 2010-2012 |
| U. S. Luzenac        | Francia        | 2012-2014 |
| Sarpsborg 08 FF      | Noruega        | 2015      |
| Tours F. C.          | Francia        | 2015-2017 |
| A. J. Auxerre        | Francia        | 2017-2019 |
| Toronto F. C.        | Canadá         | 2019-2022 |
| Atlanta United F. C. | Estados Unidos | 2023-2024 |

## Palmarés

### Títulos nacionales
| Título                          | Club          | País   | Año  |
| ------------------------------- | ------------- | ------ | ---- |
| Campeonato Canadiense de Fútbol | Toronto F. C. | Canadá | 2020 |